# Keltiäissaari (ö i Södra Savolax, S:t Michel, lat 61,35, long 27,03)
Keltiäissaari är en ö i Finland. Den ligger i sjön Herajärvi och i kommunen Mäntyharju i den ekonomiska regionen  S:t Michel och landskapet Södra Savolax, i den södra delen av landet, 170 km nordost om huvudstaden Helsingfors. Öns största längd är 70 meter i sydöst-nordvästlig riktning.